# Nepenthales
Ordre
Classification APG II (2003)
Classification APG III (2009)
Les Nepenthales sont un ordre de plantes dicotylédones en classification classique de Cronquist (1981).
Il comprenait les familles suivantes :
- Sarracéniacées famille de plantes carnivores comprenant les genres Sarracenia, Darlingtonia et Heliamphora ;
- Népenthacées famille de plantes carnivores monotypique comprenant le genre Nepenthes ;
- Droséracées famille de plantes carnivores comprenant les genres Drosera, Aldrovanda, Drosophyllum et Dionaea.

En classification phylogénétique APG II (2003) et classification phylogénétique APG III (2009) cet ordre n'existe plus. Les Sarracéniacées font maintenant partie de l'ordre Ericales tandis que les Népenthacées et les Droséracées font partie de l'ordre Caryophyllales.